# Hau Tsz Kok Pai
Hau Tsz Kok Pai (en chino, 孝子角排) es una de las 235 islas de Hong Kong,  China bajo la administración del Distrito Tai Po. Está localizado en Long Harbour (大灘海), sito en el noreste de los Nuevos territorios. Se localiza en las coordenadas 22° 29′ N, 114° 21′ E. Está formado por un arrecife.